# Ricky Schroder
Richard Bartlett Schroder (? –) Golden Globe-díjas amerikai színész, filmrendező és filmproducer.
Gyerekszínészként Ricky Schroder néven vált ismertté A bajnok című filmdrámában, mellyel kilencévesen, a díj történetének legfiatalabb győzteseként Golden Globe-díjat nyert. Ezt követően a Silver Spoons (1982–1987) című szituációs komédia szereplője lett. Felnőttként is folytatta a színészetet, a stáblistán rendszerint Rick Schroder néven feltüntetve. Játszott a Texasi krónikák: Lonesome Dove (1989) című minisorozatban, valamint a New York rendőrei 1998–2001 között sugárzott epizódjaiban.
2004-ben jelent meg elsőfilmes rendezése Black Cloud címen. 

## Filmográfia

### Film
| Év   | Magyar cím             | Eredeti cím                   | Szerep                          | Megjegyzések                   |
| ---- | ---------------------- | ----------------------------- | ------------------------------- | ------------------------------ |
| 1979 | A bajnok               | The Champ                     | Timothy Joseph „T. J.” Flynn    |                                |
| 1980 | Kalandok égen és vizen | The Last Flight of Noah's Ark | Bobby                           |                                |
| 1980 | A völgylakó            | The Earthling                 | Shawn Daley                     |                                |
| 1984 | Broadway Danny Rose    | Broadway Danny Rose           | híresség a hálaadási ünnepségen | stáblistán nincs feltüntetve   |
| 1991 | Testvérek és lázadók   | Across the Tracks             | Billy Maloney                   |                                |
| 1994 | Mindent bele, srácok!  | There Goes My Baby            | Stick                           |                                |
| 1995 | Az utolsó esély        | Crimson Tide                  | Paul Hellerman hadnagy          |                                |
| 2002 | Biliárd életre-halálra | Poolhall Junkies              | Brad                            |                                |
| 2003 | Veszélyességi okozat   | Consequence                   | John Wolfe                      |                                |
| 2004 | A terror arca          | Face of Terror                | Nick Harper                     |                                |
| 2004 |                        | Black Cloud                   | Eddie                           | filmrendező és forgatókönyvíró |
| 2010 |                        | Blood Done Sign My Name       | Vernon Tyson                    |                                |
| 2010 | Felhangolva            | Get Him to the Greek          | önmaga                          |                                |
| 2014 |                        | Locker 13                     | Tommy Novak                     | filmproducer                   |

### Televízió
| Év        | Magyar cím                       | Eredeti cím                                             | Szerep                                | Megjegyzések                             |
| --------- | -------------------------------- | ------------------------------------------------------- | ------------------------------------- | ---------------------------------------- |
| 1980      | A kis lord                       | Little Lord Fauntleroy                                  | Ceddie Errol (Little Lord Fauntleroy) | - tévéfilm - magyar hangja: - Czető Ádám |
| 1982      |                                  | Something So Right                                      | Joey Bosnick                          | tévéfilm                                 |
| 1982–1987 |                                  | Silver Spoons                                           | Ricky Stratton                        | 116 epizód                               |
| 1983      |                                  | Faerie Tale Theatre                                     | Hansel                                | 1 epizód                                 |
| 1983      | Kétféle szeretet                 | Two Kinds of Love                                       | Robbie Farley                         | tévéfilm                                 |
| 1985      |                                  | A Reason to Live                                        | Alex Stewart                          | tévéfilm                                 |
| 1988      |                                  | Too Young the Hero                                      | Calvin Graham                         | tévéfilm                                 |
| 1989      | A rettegés országútja            | Terror on Highway 91                                    | Clay Nelson                           | tévéfilm                                 |
| 1989      | A szakadék szélén                | Out on the Edge                                         | Danny Evetts                          | tévéfilm                                 |
| 1989      | Texasi krónikák: Lonesome Dove   | Lonesome Dove                                           | Newt Dobbs                            | minisorozat (4 epizód)                   |
| 1990      | Könnyű álmok ígérete             | A Son's Promise                                         | Terry O'Kelly                         | tévéfilm                                 |
| 1990      |                                  | The Stranger Within                                     | Mark                                  | tévéfilm                                 |
| 1991      | A véres folyó                    | Blood River                                             | Jimmy „The Kid” Pearls                | tévéfilm                                 |
| 1991      |                                  | My Son Johnny                                           | Johnny Cortino                        | tévéfilm                                 |
| 1992      |                                  | Miles from Nowhere                                      | Frank Reilly                          | tévéfilm                                 |
| 1993      | A vadon hívó szava               | Call of the Wild                                        | John Thornton                         | tévéfilm                                 |
| 1993      | Texasi krónikák: A vad vidék     | Return to Lonesome Dove                                 | Newt Dobbs                            | minisorozat (4 epizód)                   |
| 1994      |                                  | Texas                                                   | Otto MacNab                           | tévéfilm                                 |
| 1994      | Lányomnak szeretettel            | To My Daughter with Love                                | Joey Cutter                           | tévéfilm                                 |
| 1996      |                                  | Innocent Victims                                        | Billy Richardson                      | tévéfilm                                 |
| 1997      |                                  | Ebenezer                                                | Samuel Benson                         | tévéfilm                                 |
| 1997      |                                  | Too Close to Home                                       | Nick Donahue                          | tévéfilm                                 |
| 1997      | Gyilkos indulat                  | Detention: The Siege at Johnson High                    | Jason Copeland                        | tévéfilm                                 |
| 1997      | Tékozló szív                     | Heart Full of Rain                                      | Isaiah Dockett                        | tévéfilm                                 |
| 1998–2001 | New York rendőrei                | NYPD Blue                                               | Danny Sorenson nyomozó                | 58 epizód                                |
| 1999      | Gyilkosság az Ördög-szorosnál    | Murder at Devil's Glen                                  | Henry                                 | tévéfilm                                 |
| 2001      | Az elveszett zászlóalj           | The Lost Battalion                                      | Charles White Whittlesey őrnagy       | tévéfilm                                 |
| 2003      | Dokik                            | Scrubs                                                  | Paul Flowers ápoló                    | 4 epizód                                 |
| 2005      | 14 óra                           | 14 Hours                                                | Dr. Foster                            | tévéfilm                                 |
| 2005–2006 | Mrs. Klinika                     | Strong Medicine                                         | Dr. Dylan West                        | 19 epizód                                |
| 2006      | Robotcsirke                      | Robot Chicken                                           | több szereplő (hangja)                | 1 epizód                                 |
| 2007      | 24                               | 24                                                      | Mike Doyle                            | 12 epizód                                |
| 2008      | Utazás a Föld középpontja felé   | Journey to the Center of the Earth                      | Jonathan Brock                        | tévéfilm                                 |
| 2008      | Az Androméda-törzs               | The Andromeda Strain                                    | Bill Keane MD őrnagy                  | minisorozat (4 epizód)                   |
| 2010      |                                  | No Ordinary Family                                      | Dave Cotten                           | 1 epizód                                 |
| 2011      |                                  | To the Mat                                              | Aaron                                 | tévéfilm                                 |
| 2013      |                                  | Goodnight for Justice: Queen of Hearts                  | Cyril Knox                            | tévéfilm                                 |
| 2013      |                                  | Our Wild Hearts                                         | Jack Thomas                           | tévéfilm                                 |
| 2014      | Gordon Ramsay – A pokol konyhája | Hell's Kitchen                                          | önmaga                                | 1 epizód                                 |
| 2015      |                                  | Dolly Parton's Coat of Many Colors                      | Robert Lee Parton                     | tévéfilm                                 |
| 2016      |                                  | Dolly Parton's Christmas of Many Colors: Circle of Love | Robert Lee Parton                     | tévéfilm                                 |

## Fontosabb díjak és jelölések
| Díj                     | Kategória                                            | Jelölt mű           | Év   | Eredmény | Ref.  |
| ----------------------- | ---------------------------------------------------- | ------------------- | ---- | -------- | ----- |
| Golden Globe-díj        | az év színész felfedezettje                          | A bajnok            | 1980 | Elnyerte | [ 3 ] |
| Golden Globe-díj        | legjobb férfi főszereplő (minisorozat vagy tévéfilm) | The Stranger Within | 1991 | Jelölve  | [ 3 ] |
| Screen Actors Guild-díj | legjobb színész (drámasorozat)                       | New York rendőrei   | 2000 | Jelölve  | [ 4 ] |
| Screen Actors Guild-díj | legjobb szereplőgárda (drámasorozat)                 | New York rendőrei   | 2000 | Jelölve  | [ 4 ] |

## Fordítás
- Ez a szócikk részben vagy egészben  a   Ricky Schroder című angol Wikipédia-szócikk ezen változatának fordításán alapul.  Az eredeti cikk szerkesztőit annak laptörténete sorolja fel. Ez a jelzés csupán a megfogalmazás eredetét és a szerzői jogokat jelzi, nem szolgál a cikkben szereplő információk forrásmegjelöléseként.